# Johann Rudolf Schlegel

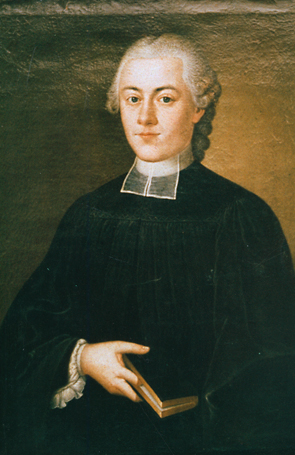
Johann Rudolf Schlegel (* 15. Oktober 1729; † 22. Februar 1790)

Johann Rudolf Schlegel (* 15. Oktober 1729 in Heilbronn; † 22. Februar 1790 ebenda; auch Johann Rudolph Schlegel) war ein deutscher evangelisch-lutherischer Theologe und Pädagoge zur Zeit der Aufklärung.

## Biografie
Schlegel wurde als Sohn eines Heilbronner Bäckers geboren und besuchte das Heilbronner Gymnasium. Noch während seiner Schulzeit verstarben beide Eltern, so dass Schlegel 1746 als Primaner in den Haushalt des jungen, nur neun Jahre älteren Rektors des Gymnasiums, Georg Samuel Bernhold (1720–1760), aufgenommen wurde. Nach Abschluss des Gymnasiums studierte er ab 1748 in Jena, ab 1751 in Göttingen Theologie und Philosophie. Nach mehreren Stellen, worunter auch eine zweijährige Tätigkeit als Pfarrer in Böckingen war, wurde er Ende 1759 dritter Prediger an der Heilbronner Kilianskirche. Sechs Wochen später wurde er als Rektor an das Heilbronner Gymnasium berufen, wo er die Nachfolge seines überraschend an Lungenschwindsucht (Tuberkulose) verstorbenen Ziehvaters Bechtold antrat.
Als Rektor des Heilbronner Gymnasiums trat Schlegel insbesondere als Reformer in Erscheinung. Bereits während seines ersten Amtsjahres änderte er den altsprachlichen Lektürekanon: Im Griechischunterricht führte er neben dem bislang ausschließlich gelesenen Neuen Testament die Werke weiterer Autoren wie Herodot, Xenophon, Thukydides und Aristoteles ein, im Lateinunterricht Werke von Valerius Maximus, Horaz, Ovid und Ciceros Briefe.
1762 erteilte er den Unterricht erstmals in deutscher Sprache. 1765 schuf er die Stelle eines Französischlehrers, später vorübergehend auch die eines Italienischlehrers, und auch die Forderung nach Bestellung der ersten Geometrie- und Englischlehrer der Schule geht auf ihn zurück. Im Sprachunterricht setzte er sich vehement gegen reines Auswendiglernen von Vokabeln ein und propagierte spielerischen und lebensnahen Umgang mit Sprachen. In späteren Schriften vertrat er sogar Positionen Johann Bernhard Basedows, dessen Vorwürfe gegen die herrschende Schulpraxis er 1770 noch zurückgewiesen hatte. Schlegel lehnte das Bildungsprivileg höherer Stände ab und trat für gleiche Bildungschancen der Angehörigen aller sozialen Schichten ein. Er förderte den Realschulgedanken, da er erkannte, dass das hiesige Gymnasium kein reines Gymnasium ist, in welchem nur Studierende zubereitet werden sollen, sondern mit einer Trivialschule vermischt ist, in welcher auch Leute unterrichtet werden, die nicht eigentlich zu dem gelehrten Stande, sondern zu Schreibern, Handelsleuten, Künstlern, Schulhaltern und Handwerkern bestimmt sind.
Über sein Wirken als Rektor in Heilbronn hinaus erlangte Schlegel Bedeutung als Verfasser zahlreicher Schriften, darunter einer Allgemeinen Geschichte der bekannten Staaten, durch die Übersetzung und Weiterführung des Werks von Johann Lorenz von Mosheim zur Kirchengeschichte, durch einen großen und kleinen Katechismus sowie ein Lesebuch, außerdem durch Neubearbeitungen des Heilbronner Gesangbuchs. Sein Ruf als Gelehrter führte zu seiner Aufnahme ins Historische Institut in Göttingen und in die Lateinische Gesellschaft in Jena.
Er war verheiratet mit Sofia Dorothea Orth (1734–1805), der Tochter des Heilbronner Bürgermeisters Georg Heinrich Orth. Schlegel starb 1790 an einem Leberleiden. Nach ihm und nach Professor Carl Albert Schlegel wurde 1911 die Schlegelstraße in Heilbronn benannt.